# گربه‌کوسه‌های راه‌راه
گربه‌کوسه‌های راه‌راه (نام علمی: Poroderma) نام یک سرده از تیره گربه‌کوسه است.